# San Jorge (Castellón)
San Jorge  (en valenciano Sant Jordi y oficialmente Sant Jordi/San Jorge) es un municipio de la Comunidad Valenciana, España, Perteneciente a la provincia de Castellón, en la comarca del Bajo Maestrazgo que cuenta con una población de 1381 habitantes (INE 2024).

## Geografía
Se encuentra situado en el sector central de la comarca de Bajo Maestrazgo, en un llano ondulado y rodeado de un paisaje de cultivos de secano típicamente mediterráneos como olivar, algarrobos, almendros, en el que cada día gana más terreno las plantaciones de cítricos. Se sitúa a 82 kilómetros de la capital provincial.
El término municipal está atravesado por la carretera N-232 entre los pK 12 y 14 y por las carreteras autonómicas CV-136, que permite la comunicación con Cervera del Maestre, y CV-137, que conecta con Cálig.
El relieve del municipio está caracterizado por la transición entre la llanura de Vinaroz (Pla de Vinaròs) y las primeras elevaciones del Maestrazgo. El río Cervol discurre por el norte del territorio hacia Vinaroz mientras que el río Cenia hace de límite con la provincia de Tarragona. La altitud oscila entre los 320 m al suroeste y los 130 m al este. El pueblo se alza a 175 m sobre el nivel del mar.

### Localidades limítrofes
| Noroeste: Traiguera | Norte: Traiguera                 | Noreste: Ulldecona (Tarragona) |
| Oeste: Traiguera    |                                  | Este: Vinaroz                  |
| Suroeste: Traiguera | Sur: Cervera del Maestre y Cálig | Sureste: Cálig                 |

El término municipal de San Jorge limita con las siguientes localidades:
Traiguera, Vinaroz, Cálig y Cervera del Maestre todas ellas de la provincia de Castellón.

## Historia
No se han encontrado yacimientos prehistóricos pero existe gran cantidad de poblados ibéricos en los alrededores: Pico de Vinaròs, Pico de Benicarló, Viñedos de Canat, Tessa Alta y algunos enterramientos destruidos en el propio término.
Pero los auténticos orígenes hay que buscarlos en la ocupación sarracena de las tierras del Ebro. Los numerosos campos de olivos que ya existían con la ocupación de las tropas de Jaime I, los topónimos como la partida "de los Moros" y la pequeña aldea abierta con su molino de aceite demuestran los restos de esta cultura.
Tras la Reconquista, iniciada por Jaime I el Conquistador con la capitulación de Cervera en 1233, estas tierras pasaron a ser un territorio de la vecina villa de Traiguera (Valle de Traiguera). Por lo tanto este es el origen medieval y cristiano más conocido y documentado, fue una aldea del término de Traiguera, formada a partir de una masía denominada Mas dels Astellers o Estellés. El Mas dels Stellers a Estellers comienza en 1261 cuando la masía es comprada por los hermanos Esteban y Bononate Steller y un amigo suyo llamado Domingo de Monte-Real. Desde aquel acto formal de compraventa el 2 de agosto de 1261 se instala la familia Esteller que aún perdura en un 60 % de los apellidos actuales. A la familia Esteller, se fueron añadiendo otras como: Sifre, Nes, Marí, Calaf, Meseguer, Vidal, Ferreras, etc. La historia medieval y moderna, hasta 1655, gira en torno a esta masía que poco a poco fue creciendo hasta independizarse.
La Orden del Hospital y luego la Orden de Montesa, desde 1319, fueron los señores feudales que controlaron la masía y las otras villas del viejo Maestrazgo.
A principios del siglo XVII se observa el comienzo de un largo pleito para segregarse de su matriz, Traiguera. Los motivos fueron el crecimiento demográfico del Mas, la dependencia económica, los pleitos jurisdiccionales, la riqueza de unas pocas familias (Esteller), y finalmente el desastre económico de Traiguera en la Guerra dels Segadors. La demanda de la segregación se inició formalmente el año 1626 en las Cortes de Monzón cuando los vecinos la pidieron a través de la orden de Montesa, siendo desestimada la pretensión. Con un Real Privilegio de Felipe IV concedido el año 1647 y una Real Carta del mismo Rey concedido en 1649, la Mas del Estellers pasó a denominarse "Sant Jordi", y a ser considerada una Villa del Maestrazgo ("Valle de Montesa"), tal como consta en los documentos del siglo XVII y XVIII. La consolidación de esta independencia se produjo el mes de mayo de 1655, aunque continuaron los pleitos con Traiguera. A partir de esta fecha, cada término tuvo sus propias autoridades, sus términos separados y su historia singular.
La nueva villa de San Jorge, estaba constituida a mitad del siglo XVII por unas cincuenta familias. La guerra de Sucesión paralizó temporalmente su crecimiento demográfico y económico.
La guerra de la Independencia española tuvo una especial incidencia en la localidad por las numerosas incursiones, pagos y calamidades que tuvieron que sufrir los vecinos y también los otros pueblos del Maestrazgo.
Durante las guerras carlistas, familias como los Lladser, Pavía, y Esteller, tuvieron destacados oficiales que participaron en el bando de Cabrera.
El elemento más importante del siglo XIX fue el aumento demográfico y como consecuencia el desarrollo urbanístico. San Jorge pasó de los 150 vecinos que tenía en 1794 (según Cavanilles), a 215 vecinos (Padrón de 1841). En 1887, alcanzó su máximo histórico con 1676 habitantes, pero a partir de ese año fue decreciendo la población pasando por los 1431 de 1919, los 1006 de 1950, los 605 de 1984, y el inicio de un nuevo crecimiento demográfico a partir de 1998.

## Demografía
San Jorge cuenta con una población de 1381 habitantes (INE 2024).
| Gráfica de evolución demográfica de San Jorge entre 1842 y 2021                                                     |
| |
| Población de derecho según los censos de población del INE Población de hecho según los censos de población del INE |

| Nacionalidad | Hombres | Mujeres | Total | %      | Proporción |
| ------------ | ------- | ------- | ----- | ------ | ---------- |
| Española     | 442     | 370     | 812   | 69.3 % |            |
| Extranjera   | 174     | 185     | 359   | 30.6 % |            |

En 1646, tenía unos 200 habitantes; en 1794 unos 600 y en el año 1877, alcanzó su máximo nivel demográfico con 1676 habitantes.

## Economía
La economía está basada principalmente en la agricultura. También tiene relevancia el turismo por su campo de golf.
Se conserva el trabajo tradicional de forja de hierro y construcción de toneles.

## Administración y política
| Periodo   | Nombre             | Partido |
| --------- | ------------------ | ------- |
| 1979-1983 | Luis Tena Ronchera | UCD     |
| 1983-1987 | Luis Tena Ronchera | AP      |
| 1987-1991 | Luis Tena Ronchera | AP / PP |
| 1991-1995 | Luis Tena Ronchera | PP      |
| 1995-1999 | Luis Tena Ronchera | PP      |
| 1999-2003 | Luis Tena Ronchera | PP      |
| 2003-2007 | Luis Tena Ronchera | PP      |
| 2007-2011 | Luis Tena Ronchera | PP      |
| 2011-2015 | Luis Tena Ronchera | PP      |
| 2015-2019 | Iván Sánchez Cifre | PP      |
| 2019-2023 | Iván Sánchez Cifre | PP      |
| 2023-act. | Iván Sánchez Cifre | PP      |

## Patrimonio
- El Hostal. Restos del edificio de la antigua iglesia con arcos ligeramente apuntados.
- Iglesia parroquial. La nueva iglesia vino a sustituir al viejo templo medieval que estaba en la plaza mayor y que había sido edificado en 1387. El proceso de edificación del nuevo templo se inició el año 1735 y se terminó con la construcción del campanario el año 1759. La obra fue encargada a Joan Barceló, arquitecto que también realizó el de Alcalá de Chivert entre otros. En la actualidad –2019/2021– se quiere recuperar su órgano que se instaló en 1784 y aunque dañado existe todavía.[5]
- Fossar Vell. Recinto al aire libre anexo a la torre del campanario de la iglesia parroquial, antiguamente era un cementerio, pero durante muchos años se ha estado utilizando para celebraciones artísticas, tales como representaciones teatrales al aire libre, audiciones musicales.
- Calvario. Está situado en las afueras del casco urbano, cerca del cementerio municipal. El conjunto del Calvario, su arquitectura y urbanismo, se convierte en un escenario que tiene como momento especial la Cuaresma, Semana Santa y concretamente el Viernes Santo, con sus dos principales manifestaciones: Las procesiones del "Vía Crucis"y "El Santo Entierro".
- Arco de Triunfo. Creado en el año 1995 por los artistas locales Vicente y Daniel Barberá. Es un monumento realizado íntegramente de piedra en seco, formado por dos arcos laterales y otro central con el escudo de la villa. El monumento está ubicado en la entrada del municipio, como símbolo de bienvenida para todos los vecinos y visitantes.
- Pous de Muntells. Antiguos lavaderos de piedra.
- Plaza España. Hasta los años 60, esta plaza era una balsa que recogía las aguas pluviales que servían como bebedero de los animales. En 1963, finalizaron las obras de construcción de la plaza y años más tarde sufrió una remodelación.

## Lugares de interés
- Cuenta con un campo de golf
- También se puede visitar el parque escultórico en el marco del pinar de El Bovalar
- También se puede visitar la Tonelería artesana - Abelardo Ripoll Guasch

## Fiestas locales
- San Antonio Abad. Se celebra el 17 de enero. Las actividades que se organizan están en consonancia con las del resto de los pueblos del entorno, es decir, toros, bailes y espectáculos culturales.
- Fiestas Patronales. Se celebran el 23 de abril en honor del patrono San Jorge.
- Romería al Real Santuario de la Virgen de la Salud (Traiguera) (font de la salut) el 1 de mayo, donde se hacen calderas de arroz.
- Santiago Apóstol. En su honor tienen lugar las fiestas mayores a partir del 25 de julio.